# Giovanni Battista Belluzzi
Giovanni Battista Belluzzi, conegut també com a Giovanni Battista di Bartolomeo Bellucci, Giovan Battista Bellucci o Il Sanmarino (Ciutat de San Marino, 27 de setembre de 1506 — Montalcino, 1554) va ser un arquitecte sanmarinès.

## Biografia
Nat a San Marino, a l'edat de 18 anys son pare el va enviar a Bolonya, per esdevenir comerciant sota la guia de Bastiano di Ronco.
Dos anys després va tornar a San Marino, on va dedicar-se al comerç de llana. La seua primera muller va morir poc després del casament. La seua segona muller era filla de Girolamo Genga (1467-1551). Va viure amb ella i amb el seu sogre, ensinistrant-se amb ell en l'art de l'arquitectura. L'any 1541 morí la seua segona muller, que va deixar dos fills.
L'any 1543, Giovanni va ser reclamat al servei de Cosme I de Mèdici, Gran Duc de Toscana, com a enginyer. Va projectar les fortificacions de Florència, Pistoia, Pisa, San Miniato i l'anomenat "Bastió Mediceu", avui incorporat a l'Hospital de Sant Josep, a Empoli, i va escriure un llibre d'arquitectura militar. Va ser ferit al setge de Montalcino, en el curs de la batalla entre el Gran Ducat de Toscana i la ciutat de Siena, i arran de les ferides va morir al Fort dell'Aiuola.